# Cosaltepec
Cosaltepec är en ort i Mexiko.   Den ligger i kommunen Córdoba och delstaten Veracruz, i den sydöstra delen av landet, 230 km öster om huvudstaden Mexico City. Cosaltepec ligger 1 156 meter över havet och antalet invånare är 115.
Terrängen runt Cosaltepec är varierad. Runt Cosaltepec är det tätbefolkat, med 427 invånare per kvadratkilometer. Närmaste större samhälle är Córdoba, 11,8 km sydost om Cosaltepec. I omgivningarna runt Cosaltepec växer huvudsakligen savannskog.